# Valdivia (kommun i Chile)
Valdivia är en kommun i Chile.   Den ligger i provinsen Provincia de Valdivia och regionen Región de Los Ríos, i den södra delen av landet, 700 km söder om huvudstaden Santiago de Chile.
I omgivningarna runt Valdivia växer i huvudsak städsegrön lövskog. Runt Valdivia är det glesbefolkat, med 10 invånare per kvadratkilometer.